# 24-Stunden-Rennen von Daytona 1966

Streckenlayout

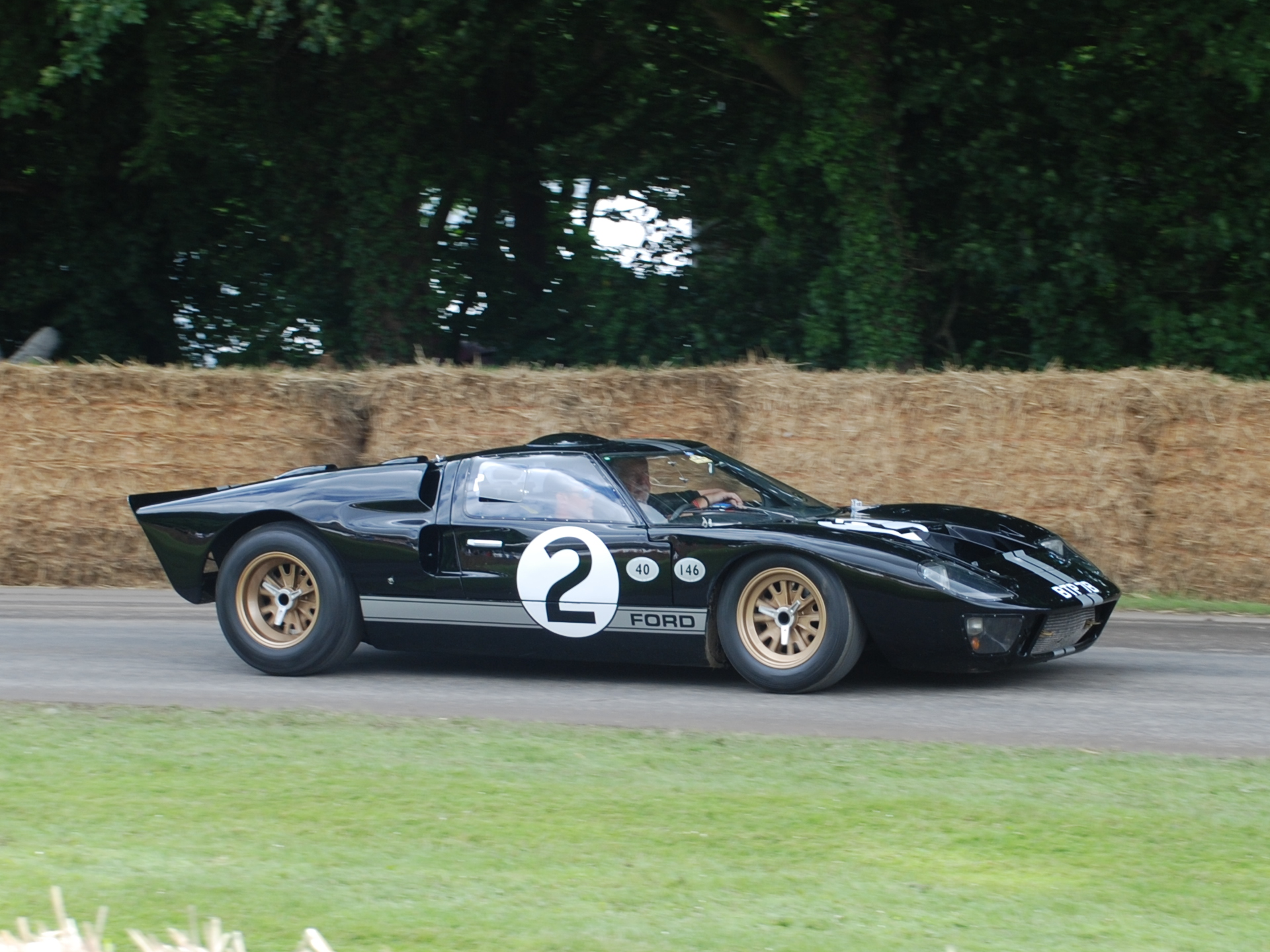
Ford GT40 Mk.II

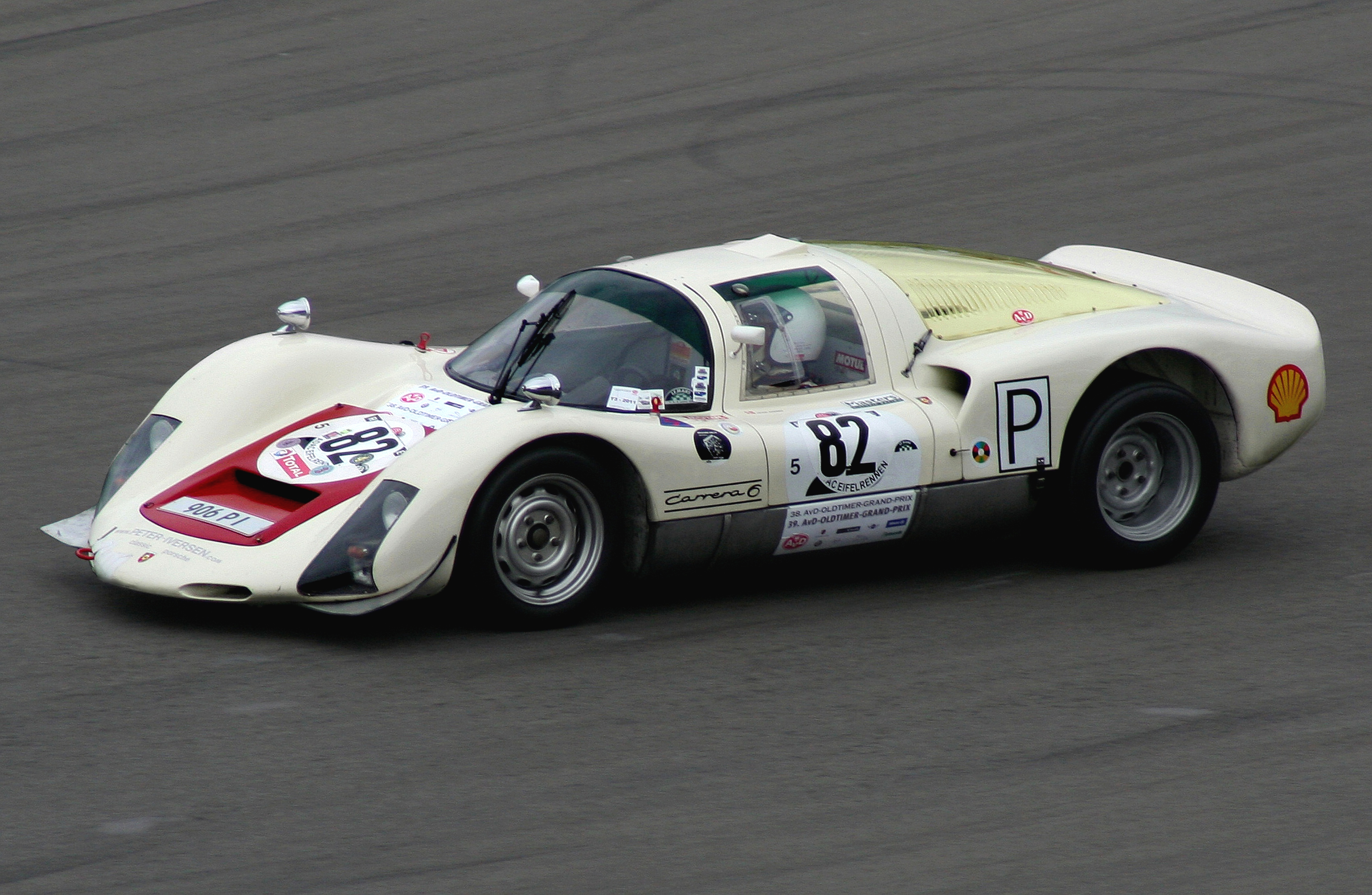
Porsche 906

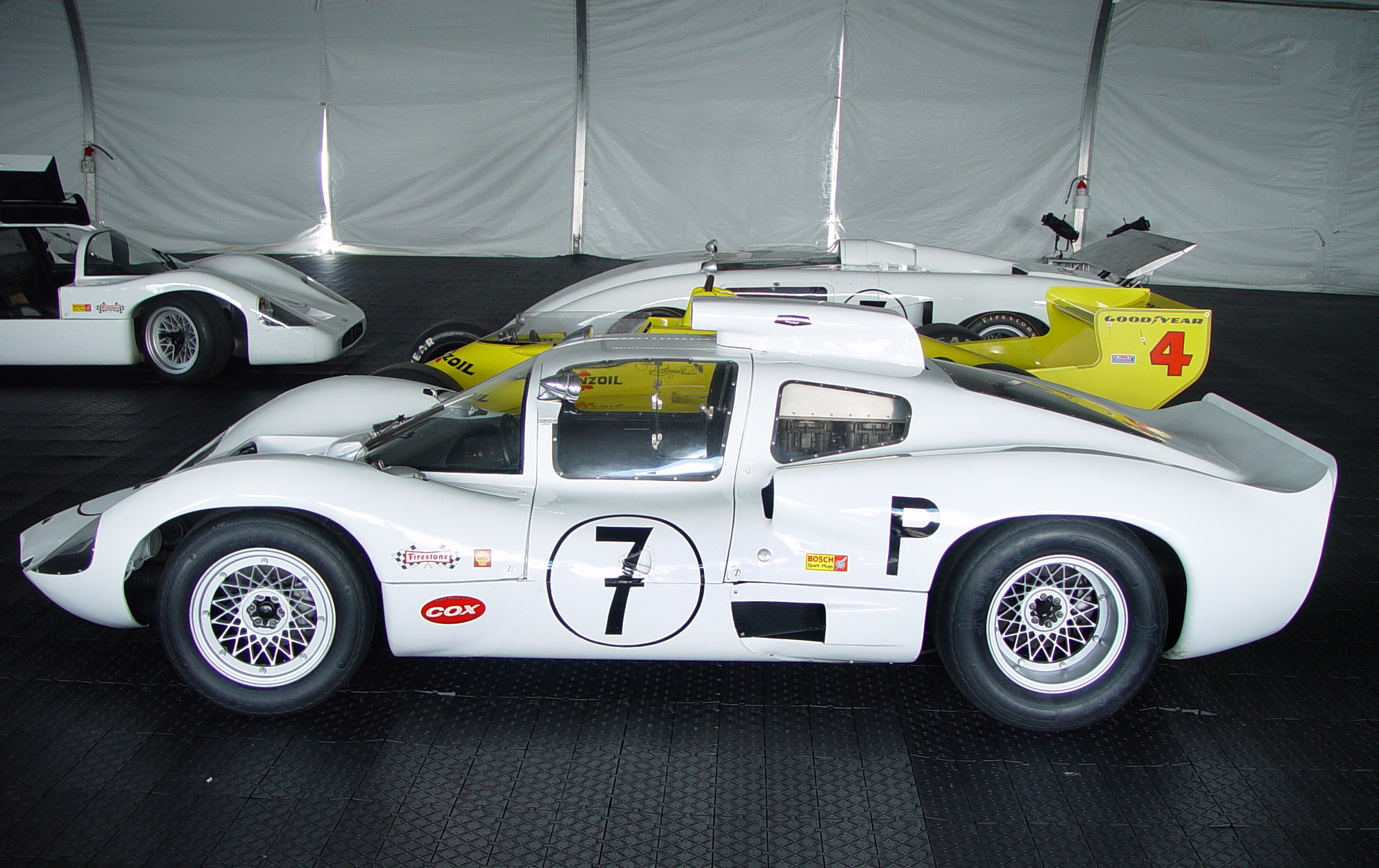
Chaparral 2D

Das erste 24-Stunden-Rennen von Daytona, auch 24 Hours of Daytona, fand am 6. Februar 1966 auf dem Daytona International Speedway statt und war der erste Wertungslauf der Sportwagen-Weltmeisterschaft jenes Jahres.

## Vor dem Rennen
Seit 1964 zählte das Langstreckenrennen von Daytona zur Sportwagen-Weltmeisterschaft. Dass über eine Distanz von 2000 Kilometern gefahrene Rennen war unter der Bezeichnung Daytona Continental international bekannt. Dem Wunsch der Vorstände des Hauptsponsors Continental folgend, wurde 1966 aus der Veranstaltung ein 24-Stunden-Rennen. Damit etablierte sich neben dem 12-Stunden-Rennen von Sebring in Florida ein zweites Sportwagenrennen. Während das Rennen auf dem Sebring International Raceway vom Ersten 1952 weg großes Zuschauerinteresse hatte, blieben renninteressierte Massen in Daytona Beach bis in die Gegenwart weitgehend aus. Im Unterschied zum Sebring-Klassiker, das im März ausgefahren wird, findet das 24-Stunden-Rennen von Daytona bereits Anfang Februar statt. Im Februar ist auch in Florida die Nacht noch lange und die Temperaturen können bei klarem Himmel bis an den Gefrierpunkt fallen. Während beim 24-Stunden-Rennen von Le Mans die Nacht im Juni kurz und voller Attraktionen für die Besucher ist, war in den langen kalten fast 12 Stunden langen Nächten in Daytona die Rennstrecke in allen den Jahren des Rennens, bis auf die Rennaktivitäten und die Arbeit in der Boxengasse, so gut wie ausgestorben. 1966 gab es am gesamten Areal des Speedways ein absolutes Alkoholverbot. Pepsi hatte die Vermarktungsrechte für Getränke erhalten und schenkte am gesamten Gelände inklusive Boxengasse und Fahrerlager ausschließlich Cola aus.
Carroll Shelby kam mit drei Ford Mk.II an die Rennstrecke. Der Mk.II war die Weiterentwicklung des GT40. Wesentliches Merkmal war der neue 7-Liter-V8-Motor. Gefahren wurden die Wagen von den Fahrerpaarungen Bruce McLaren/Chris Amon, Dan Gurney/Jerry Grant sowie Ken Miles und Lloyd Ruby. Zwei weitere Mk.II meldete Holman & Moody für Walt Hansgen/Mark Donohue und Ronnie Bucknum/Richie Ginther. Peter Sutcliffe und Bob Grossman gingen mit einem aus England kommenden Werks-GT40 ins Rennen. Mit diesem Wagen wurden vor dem Rennen in Sebring ausgiebige Testfahrten mit den neuen Regenreifen von Dunlop durchgeführt.
Stärkste Gegnerschaft für die Ford-Rennwagen wurde von Ferrari und Porsche erwartet. Ferrari wurde vom North American Racing Team – mit zwei Ferrari 365P2 für Pedro Rodríguez, Mario Andretti, Jochen Rindt und Bob Bondurant – und der belgischen Ecurie Francorchamps prominent repräsentiert. Porsche kam mit dem Werksteam nach Daytona. Neben den bewährten Porsche 904 GTS gab der 906 sein Debüt in der Weltmeisterschaft. Neu war auch der Chaparral 2D, der von Joakim Bonnier und Phil Hill gefahren wurde.

## Das Rennen
Die schnellste Zeit im Qualifikationstraining erzielte Ken Miles im Mk.II mit der Nummer 98. Er fuhr 1:57,800 Minuten und war damit um 0,2 Sekunden schneller als Phil Hill im Chaparral. Dessen Teamkollege Joakim Bonnier übernahm nach dem Start die Führung eines Rennes, wo für die Nacht Minusgrade vorausgesagt wurden. Bonnier konnte sich nur eine Runde lang der Spitzenposition erfreuen, dann ging Ken Miles im Ford an ihm vorbei. Schon nach wenigen Runden begannen die Überrundungen der langsameren Fahrzeuge, was hohe Konzentration der Fahrer in den überhöhten Streckenteilen bedeutete. Erste unplanmäßige Boxenstopps hatten Richie Ginther im Ford und Bonnier im Chaparral, die im Klassement weit zurückfielen.
Schon in den frühen Abendstunden begann sich das Feld zu lichten. In der Spitzengruppe war nur Pedro Rodríguez im Ferrari 365P2 in Lage das Tempo der Ford Mk.II mitzufahren. Wie erwartet wurde die Nacht lang und kalt und die Ausfälle häuften sich. Bei den Ferrari 250LM gab es mehrere Getriebeschäden und nach 318 gefahrenen Runden fiel der Chaparral nach einem Felgenbruch endgültig aus. Obwohl es auch bei Ford einige technische Probleme gab, war der Sieg ab Sonntagvormittag nicht mehr in Gefahr. Nach 24 Stunden siegten Miles und Ruby mit einem Vorsprung von zwei Runden auf die Teamkollegen Dan Gurney und Jerry Grant. Der drittplatzierte Holman & Moody-Ford von Hansgen und Donohue lag eine weitere Runde zurück.

## Ergebnisse

### Schlussklassement
| 1               | P + 2.0  | 98 | Shelby American Inc.         | Ken Miles Lloyd Ruby                                 | Ford Mk.II                   | 678 |
| 2               | P + 2.0  | 97 | Shelby American Inc.         | Dan Gurney Jerry Grant                               | Ford Mk.II                   | 670 |
| 3               | P + 2.0  | 95 | Holman & Moody               | Walt Hansgen Mark Donohue                            | Ford Mk.II                   | 669 |
| 4               | P + 2.0  | 21 | North American Racing Team   | Pedro Rodríguez Mario Andretti                       | Ferrari 365P2                | 664 |
| 5               | P + 2.0  | 96 | Shelby American Inc.         | Chris Amon Bruce McLaren                             | Ford Mk.II                   | 651 |
| 6               | P 2.0    | 15 | Porsche System Engineering   | Hans Herrmann Herbert Linge                          | Porsche 906                  | 623 |
| 7               | S 2.0    | 16 | Porsche System Engineering   | Gerhard Mitter Joe Buzzetta                          | Porsche 904 GTS              | 612 |
| 8               | S 2.0    | 17 | Porsche System Engineering   | Günter Klass Udo Schütz                              | Porsche 904 GTS              | 610 |
| 9               | P + 2.0  | 22 | North American Racing Team   | Jochen Rindt Bob Bondurant                           | Ferrari 250LM                | 591 |
| 10              | S 2.0    | 14 | Brumos Porsche Florida       | Peter Gregg George Drolsom                           | Porsche 904 GTS              | 589 |
| 11              | S 2.0    | 20 | Sam Posey                    | Sam Posey Jim Haynes Harry Theodoracopulos           | Porsche 904 GTS              | 577 |
| 12              | GT + 3.0 | 12 | Roger Penske                 | Dick Guldstrand Ben Moore George Wintersteen         | Chevrolet Corvette Sting Ray | 575 |
| 13              | P + 2.0  | 23 | Peter Clarke                 | Mark Konig Peter Clarke Bob Hurt                     | Ferrari 250LM                | 574 |
| 14              | S + 3.0  | 86 | Ford Advanced Vehicles       | Peter Sutcliffe Bob Grossman                         | Ford GT40                    | 571 |
| 15              | P + 2.0  | 27 | David Piper                  | David Piper Richard Attwood                          | Ferrari 250LM                | 556 |
| 16              | GT 2.0   | 18 | RBM Motors                   | Jack Ryan Lin Coleman Bill Bencker                   | Porsche 911                  | 548 |
| 17              | S + 3.0  | 92 | Essex Wire Corporation       | Peter Revson Masten Gregory Ed Lowther               | Ford GT40                    | 531 |
| 18              | GT + 3.0 | 90 | Michael Reina                | Don Kearney Michael Reina                            | Ford Mustang                 | 527 |
| 19              | S 3.0    | 30 | Jack Slottag                 | Larry Perkins Jack Slottag                           | Ferrari 250 GTO              | 526 |
| 20              | GT + 3.0 | 67 | Cannon Auto                  | George Cornelius Dick Boo Bob Brown                  | Chevrolet Corvette Sting Ray | 501 |
| 21              | S 2.0    | 56 | William Martin               | Ike Maxwell William Martin                           | Volvo P1800                  | 496 |
| 22              | P 2.0    | 41 | E. P. Drescher               | Hugh Kleinpeter Harry Fry George Parsons             | Triumph LM                   | 490 |
| 23              | GT 3.0   | 43 | Cannon Auto                  | Dana Kelder Ara Dube Red Wilson                      | Triumph TR4A                 | 487 |
| 24              | GT 3.0   | 45 | John Kingham                 | Herb Byrne Milo Vega                                 | Triumph TR4A                 | 482 |
| 25              | GT 1.6   | 84 | Pompano Sports Cars          | Ben Scott Peter Flanagan Roger Chastain              | Alfa Romeo Giulia Sprint     | 474 |
| 26              | GT + 3.0 | 54 | Ray Stoutenburg              | Ray Stoutenburg Gene Jones Larry Isley               | Plymouth Barracuda           | 466 |
| 27              | P + 2.0  | 75 | McMillan Ring Free Oil Co.   | Art Riley Russ MacGrotty                             | Yenko Stinger                | 448 |
| 28              | GT 3.0   | 40 | Genser Forman                | George Waltman Art Swanson Nick Cone                 | Triumph TR4                  | 432 |
| 29              | P 2.0    | 7  | John Olson                   | John Bolander Bob Winkelmann John Olson              | Ford Cortina                 | 416 |
| 30              | S 2.0    | 78 | Autosport                    | Rosemary Smith Smokey Drolet John Olson              | Sunbeam Alpine               | 416 |
| 31              | S 2.0    | 73 | Fred Opert                   | William McKemie Terry Petmecky Fred Opert            | Elva Courier Mk.IV           | 391 |
| 32              | S 1.8    | 80 | Autosport                    | Donna Mae Mims Janet Guthrie Suzy Dietrich           | Sunbeam Alpine               | 389 |
| Nicht klassiert |          |    |                              |                                                      |                              |     |
| 33              | P 2.0    | 79 | Autosport                    | Paul Richards Ray Cuomo                              | Austin-Healey Sprite         | 491 |
| Ausgefallen     |          |    |                              |                                                      |                              |     |
| 34              | S + 3.0  | 91 | Essex Wire Corporation       | Dick Thompson Skip Scott Peter Revson                | Ford GT40                    | 500 |
| 35              | P + 2.0  | 32 | North American Racing Team   | George Follmer Don Wester Paul Hawkins               | Ferrari 250LM                | 428 |
| 36              | GT 2.0   | 44 | Kenneth Chambliss            | Ernie Croucher Walter Glenn Bill Eve                 | MGB                          | 426 |
| 37              | S + 3.0  | 29 | Epstein Enterprises Ltd.     | Paul Hawkins Jackie Epstein                          | Ferrari 250LM                | 425 |
| 38              | S + 3.0  | 94 | Ralph Noseda                 | Ralph Noseda Grant Clark Bob Thorpe Harry Heuer      | Shelby Cobra                 | 419 |
| 39              | GT 1.6   | 55 | J. Randall                   | Al Weaver John Fraim Chet Freeman                    | Lotus Elan                   | 383 |
| 40              | S + 3.0  | 93 | Scuderia Bear                | Harold Keck Oscar Koveleski Ed Lowther               | Shelby Cobra                 | 371 |
| 41              | P + 2.0  | 87 | Holman & Moody               | Richie Ginther Ronnie Bucknum                        | Ford Mk.II                   | 329 |
| 42              | S + 3.0  | 89 | Dan Gerber                   | Dan Gerber Bob Johnson Peter Lerch                   | Shelby Cobra                 | 328 |
| 43              | P + 2.0  | 65 | Chaparral Cars Inc.          | Joakim Bonnier Phil Hill                             | Chaparral 2D                 | 318 |
| 44              | S 1.6    | 36 | Cannon Auto                  | Wilbur Pickett Bill Bean                             | Alfa Romeo Giulia Zagato     | 278 |
| 45              | GT 3.0   | 42 | John Addison                 | Ken Hughes Fred Salo John Addison                    | Triumph TR4                  | 244 |
| 46              | S 2.0    | 59 | Art Riley                    | Don Yenko John Forte Art Riley                       | Volvo P1800                  | 216 |
| 47              | P + 2.0  | 31 | John Fulp                    | John Fulp Bill Rutan Bruce Jennings                  | Ferrari 330P                 | 193 |
| 48              | S + 3.0  | 88 | William Wonder               | William Wonder Herb Wetanson                         | Ford GT40                    | 178 |
| 49              | P + 2.0  | 25 | Ecurie Francorchamps         | Lucien Bianchi Gérard Langlois van Ophem Jean Blaton | Ferrari 365P2                | 171 |
| 50              | GT + 3.0 | 99 | Joe Treadwell                | Roger West Dick Macon                                | Ford Mustang                 | 168 |
| 51              | P + 2.0  | 24 | Drummond Racing Organisation | Innes Ireland Mike Hailwood George Drummond          | Ferrari 250LM                | 90  |
| 52              | GT 1.6   | 19 | David McClain                | Duncan Forlong Leland Dieas David McClain            | Porsche 356B Super 90        | 80  |
| 53              | P + 2.0  | 26 | Ecurie Francorchamps         | Léon Dernier Jacky Ickx                              | Ferrari 250LM                | 80  |
| 54              | P + 2.0  | 74 | Queen City Rambler           | Larry Hess Tommy Hess                                | Rambler Marlin               | 80  |
| 55              | S 2.0    | 47 | David Lane                   | David Lane Don Sesslar                               | Porsche 904 GTS              | 74  |
| 56              | GT + 3.0 | 77 | Space Science                | John Bentley John Hill                               | Sunbeam Tiger                | 71  |
| 57              | GT 3.0   | 5  | Robert Harper                | Spurgeon May Bobby Allison                           | Chevrolet Corvair            | 63  |
| 58              | P + 2.0  | 28 | Team Chamaco Collect         | Denis Hulme Vic Wilson                               | Ferrari 250LM                | 53  |
| 59              | GT + 3.0 | 12 | Jaguar of Florida            | Dave Hull Herb Byrne Bob Kingham                     | Jaguar E-Type                | 41  |
| Nicht gestartet |          |    |                              |                                                      |                              |     |
| 60              | GT 1.6   | 85 | Anatoly Arutunoff            | Bill Clark Bryan Crow Anatoly Arutunoff              | Alfa Romeo Giulia Sprint     | 1   |

1 Zylinderschaden im Training

### Nur in der Meldeliste
Hier finden sich Teams, Fahrer und Fahrzeuge, die ursprünglich für das Rennen gemeldet waren, aber aus den unterschiedlichsten Gründen daran nicht teilnahmen.
| Pos. | Klasse   | Nr. | Team           | Fahrer                                               | Chassis                  |
| ---- | -------- | --- | -------------- | ---------------------------------------------------- | ------------------------ |
| 61   | P 2.0    | 10  | John Fulp      | John Fulp Charlie Kolb Bruce Jennings Bill Rutan     | Porsche 904/8 Bergspyder |
| 62   | S 2.0    | 11  | Victor Merino  | Victor Merino                                        | Porsche 904 GTS          |
| 63   | P + 2.0  | 33  | Don Fong       | Charlie Hayes Rick Muther                            | Ferrari 275P             |
| 64   | S 2.0    | 34  | George Drolsom | George Drolsom James Mahoney                         | Porsche 904 GTS          |
| 65   | GT + 3.0 | 58  | Richard Robson | Art Baggely Richard Robson Bill Buchman Paul Buchman | Jaguar E-Type            |
| 66   | GT 1.6   | 83  | Eduardo Dibós  | Eduardo Dibós Mario Colabattisti                     | Alfa Romeo Giulia        |

### Klassensieger
| Klasse   | Fahrer          | Fahrer         | Fahrer             | Fahrzeug                     | Platzierung im Gesamtklassement |
| -------- | --------------- | -------------- | ------------------ | ---------------------------- | ------------------------------- |
| P + 2.0  | Ken Miles       | Lloyd Ruby     |                    | Ford Mk.II                   | Gesamtsieg                      |
| P 2.0    | Hans Herrmann   | Herbert Linge  |                    | Porsche 906                  | Rang 6                          |
| S + 3.0  | Peter Sutcliffe | Bob Grossman   |                    | Ford GT40                    | Rang 14                         |
| S 3.0    | Larry Perkins   | Jack Slottag   |                    | Ferrari 250 GTO              | Rang 19                         |
| S 2.0    | Gerhard Mitter  | Joe Buzzetta   |                    | Porsche 904 GTS              | Rang 7                          |
| S 1.6    | Donna Mae Mims  | Janet Guthrie  | Suzy Dietrich      | Sunbeam Alpine               | Rang 32                         |
| GT + 3.0 | Dick Guldstrand | Ben Moore      | George Wintersteen | Chevrolet Corvette Sting Ray | Rang 12                         |
| GT 3.0   | Dana Kelder     | Ara Dube       | Red Wilson         | Triumph TR4A                 | Rang 23                         |
| GT 2.0   | Jack Ryan       | Lin Coleman    | Bill Bencker       | Porsche 911                  | Rang 16                         |
| GT 1.6   | Ben Scott       | Peter Flanagan | Roger Chastain     | Alfa Romeo Giulia Sprint     | Rang 25                         |

### Renndaten
- Gemeldet: 65
- Gestartet: 59
- Gewertet: 32
- Rennklassen: 10
- Zuschauer: unbekannt
- Wetter am Renntag: kalt und trocken
- Streckenlänge: 6,132 km
- Fahrzeit des Siegerteams: 24:01:02,000 Stunden
- Gesamtrunden des Siegerteams: 678
- Gesamtdistanz des Siegerteams: 4157,225 km
- Siegerschnitt: 173,093 km/h
- Pole Position: Ken Miles – Ford Mk.II (#98) – 1:57,800 = 187,384 km/h
- Schnellste Rennrunde: Dan Gurney – Ford Mk.II (#97) – 1:57,000 = 187,543 km/h
- Rennserie: 1. Lauf zur Sportwagen-Weltmeisterschaft 1966